# Éric Scalia
Éric Scalia, né le 27 septembre 1972 à Marseille, est un joueur de football français, qui évolue au poste de défenseur central. Lors de l'intersaison 1996, en fin de contrat avec Istres, il participe à Clairefontaine au stage de l'UNFP destiné aux joueurs sans contrat. Il a joué la majorité de sa carrière dans les divisions inférieures françaises, et cinq saisons en division 1 belge. Il a rangé ses crampons en 2005.